# Депутаты Мажилиса Парламента Казахстана VIII созыва
По итогам выборов депутатов мажилиса парламента Республики Казахстан, состоявшихся 19 марта 2023 года, в мажилис парламента VIII созыва по партийным спискам прошли депутаты от шести политических партий: «Аманат» (40 депутатов), Народно-демократическая патриотическая партия «Ауыл» (8 депутатов), Партия «Respublica» (6 депутатов), Демократическая партия Казахстана «Ак жол» (6 депутатов), Народная партия Казахстана (5 депутатов), Общенациональная социал-демократическая партия (4 депутата). По одномандатным округам было избрано 29 депутатов, из них 22 было выдвинуто партией «Аманат» и 7 — в порядке самовыдвижения. Депутаты от партий «Ауыл», «Respublica», ОСДП были впервые представлены в Мажилисе.
Полномочия парламента Республики Казахстан VII созыва начались с открытием его первой сессии 29 марта 2021 года и будут продолжаться до первой сессии IX созыва или до роспуска.
На первом пленарном заседании председателем мажилиса был единогласно избран председатель партии «Аманат» Ерлан Кошанов, который с 1 февраля 2022 года был председателем Мажилиса VII созыва. Заместителями председателя были избраны Альберт Рау («Аманат») и Дания Еспаева («Ак жол»).
С начала работы второй сессии парламента для мониторинга сферы инклюзии, решения проблем и улучшения качества жизни людей с инвалидностью была создана депутатская группа «Инклюзивный Парламент», руководителем которой стал Ерлан Абдиев («Аманат»).

## Список депутатов
| ФИО                                    | Срок полномочий депутата мажилиса | Фракция / Депутатская группа          | Комментарий |
| -------------------------------------- | --------------------------------- | ------------------------------------- | --- |
| Абден, Каракат Жаксылыккызы            | 2023—                             | «Ауыл»                                | |
| Абдиев, Ерлан Турсунбаевич             | 2023—                             | «Аманат», «Инклюзивный Парламент»     | |
| Абенов, Мурат Абдуламитович            | 2007—2012, 2023—                  | «Аманат»                              | |
| Абиль, Еркин Аманжолулы                | 2023—                             | «Аманат»                              | Избран по избирательному округу № 20 (Костанайская область), выдвинут партией «Аманат»                                               |
| Авершин, Константин Викторович         | 2022—                             | «Аманат»                              | |
| Адамбеков, Тилектес Серикбайулы        | 2021—                             | «Аманат»                              | |
| Аймагамбетов, Асхат Канатович          | 2023—                             | «Аманат»                              | |
| Алишев, Казыбек Курмангалиевич         | 2023—                             | «Аманат»                              | Избран по избирательному округу № 8 (Актюбинская область), выдвинут партией «Аманат»                                                 |
| Алтай, Аманжол Дуйсенбайулы            | 2022—                             | «Аманат»                              | |
| Амантай, Жаркынбек                     | 2023—                             | «Аманат», «Инклюзивный Парламент»     | Избран по избирательному округу № 23 (Павлодарская область), выдвинут партией «Аманат»                                               |
| Арсютин, Николай Геннадьевич           | 2023—                             | «Ауыл»                                | |
| Ауесбаев, Нурлан Сатыбалдиевич         | 2023—                             | ОСДП, «Инклюзивный Парламент»         | |
| Ашимбетов, Нуржан Кемерович            | 2019—2021, 2023—                  | «Аманат»                              | |
| Ашимжанов, Жанарбек Садыканулы         | 2021—                             | «Аманат»                              | |
| Базарбек, Бакытжан Жумабекулы          | 2023—                             |                                       | Избран по избирательному округу № 5 (город Алматы), в порядке самовыдвижения                                                         |
| Байтилесов, Нурсултан Толенович        | 2024—                             | «Аманат»                              | 4 марта 2024 года стал депутатом после досрочного прекращения полномочий Мади Такиева                                                |
| Баккожаев, Анас Ахатович               | 2023—                             | «Ауыл»                                | |
| Балабиев, Кайрат Рахимович             | 2023—                             | «Аманат»                              | Избран по избирательному округу № 25 (Туркестанская область), выдвинут партией «Аманат»                                              |
| Бапи, Ермурат Сейтказинович            | 2023—                             |                                       | Избран по избирательному округу № 3 (город Алматы), в порядке самовыдвижения                                                         |
| Барлыбаев, Ерлан Хайланович            | 2016—                             | «Ак жол»                              | |
| Башимов, Марат Советович               | 2023—                             | «Аманат»                              | |
| Бейсенбаев, Елнур Сабыржанович         | 2021—2023, 2023—                  | «Аманат»                              | |
| Бейсенбаев, Ержан Алмабекович          | 2023—                             | «Ак жол», «Инклюзивный Парламент»     | |
| Бейсенгалиев, Берик Турсынбекович      | 2023—                             | «Аманат»                              | |
| Бексултанов, Кудайберген Бексултанович | 2023—                             | «Аманат»                              | Избран по избирательному округу № 18 (Карагандинская область), выдвинут партией «Аманат»                                             |
| Берденов, Руслан Арысбекович           | 2023—2025                         | «Respublica»                          | С 24 февраля 2025 года — заместитель акима города Шымкента                                                                           |
| Дайрабаев, Жигули Молдакалыкович       | 2023—                             | «Ауыл»                                | |
| Дементьева, Наталья Григорьевна        | 2021—                             | «Аманат»                              | |
| Егизбаев, Серик Рахметоллаулы          | 2023—                             | «Ауыл»                                | |
| Елеуов, Галымжан Алмасбекович          | 2021—2023                         | «Аманат»                              | 31 августа 2023 года полномочия были прекращены (по собственному желанию подал заявление об освобождении от исполнения обязанностей) |
| Ергешбаев, Мурат Нальхожаевич          | 2023—                             | «Аманат»                              | |
| Ерубаев, Серик Сарсенович              | 2021—2023, 2024—                  | «Ак жол»                              | 2 октября 2024 года стал депутатом после досрочного прекращения полномочий Аскара Садыкова                                           |
| Еспаева, Дания Мадиевна                | 2016—                             | «Ак жол»                              | С 29 марта 2023 года — заместитель председателя Мажилиса                                                                             |
| Жайымбетов, Мархабат Жайымбетович      | 2023—                             | «Аманат»                              | Избран по избирательному округу № 21 (Кызылординская область), выдвинут партией «Аманат»                                             |
| Жанбыршин, Едил Терекбайулы            | 2021—                             | «Аманат»                              | Избран по избирательному округу № 22 (Мангистауская область), выдвинут партией «Аманат»                                              |
| Жубанов, Адиль Орынбасарович           | 2023—                             | «Аманат»                              | Избран по избирательному округу № 13 (Атырауская область), выдвинут партией «Аманат»                                                 |
| Заитов, Ринат Рифхатович               | 2023—                             | «Аманат»                              | |
| Зейнуллин, Аян Талгатович              | 2023—                             | «Ауыл»                                | |
| Измухамбетов, Бактыкожа Салахатдинович | 2012, 2016—2021, 2023—            | «Аманат»                              | |
| Имашева, Снежанна Валерьевна           | 2016—                             | «Аманат»                              | |
| Иса, Казыбек Жарылкасынулы             | 2021—                             | «Ак жол»                              | |
| Исабеков, Данабек Ержанович            | 2023—                             | «Аманат»                              | Избран по избирательному округу № 6 (город Шымкент), выдвинут партией «Аманат»                                                       |
| Искандиров, Мукаш Зулкарнаевич         | 2023—                             | «Аманат»                              | Избран по избирательному округу № 15 (Жамбылская область), выдвинут партией «Аманат»                                                 |
| Казанцев, Павел Олегович               | 2016—                             | «Аманат»                              | |
| Каскарауов, Данияр Алдабергенович      | 2023—                             |                                       | Избран по избирательному округу № 12 (Алматинская область), в порядке самовыдвижения                                                 |
| Калыков, Арман Кобыландынович          | 2023—                             | «Аманат»                              | Избран по избирательному округу № 19 (Карагандинская область), выдвинут партией «Аманат»                                             |
| Керимбек, Болат Бакбергенулы           | 2023—                             | «Аманат»                              | |
| Ким, Вера Александровна                | 2021—2023, 2023—                  | «Аманат»                              | 19 сентября 2023 года стала депутатом после досрочного прекращения полномочий Галымжана Елеуова                                      |
| Кожасбаев, Руслан Садвакасович         | 2023—                             | «Аманат»                              | Избран по избирательному округу № 17 (Жетысуская область), выдвинут партией «Аманат»                                                 |
| Колода, Дмитрий Владимирович           | 2021—                             | «Аманат»                              | |
| Кошанов, Ерлан Жаканович               | 2022—                             | «Аманат»                              | С 1 февраля 2022 года — председатель Мажилиса. 29 марта 2023 года вновь избран председателем Мажилиса.                               |
| Кошмамбетов, Айтуар Аскарович          | 2024—                             | «Respublica»                          | 12 февраля 2024 года стал депутатом после досрочного прекращения полномочий Динары Шукижановой                                       |
| Куспан, Абзал Темиргалиулы             | 2023—                             |                                       | Избран по избирательному округу № 14 (Западно-Казахстанская область), в порядке самовыдвижения                                       |
| Куспан, Айгуль Сайфоллакызы            | 2021—                             | «Аманат»                              | |
| Куспеков, Олжас Хайроллаевич           | 2023—                             | «Respublica»                          | |
| Кучинская, Юлия Владимировна           | 2021—                             | «Аманат»                              | |
| Кырыкбаев, Темир Базарбаевич           | 2023—                             | «Аманат»                              | Избран по избирательному округу № 27 (Туркестанская область), выдвинут партией «Аманат»                                              |
| Магеррамов, Магеррам Мамедович         | 2016—2021, 2022—                  | НПК, «Инклюзивный Парламент»          | |
| Мамбетов, Еркебулан Нурмагамбетович    | 2023—                             | «Аманат»                              | Избран по избирательному округу № 24 (Северо-Казахстанская область), выдвинут партией «Аманат»                                       |
| Мукаев, Даулет Толеутаевич             | 2023—                             | «Инклюзивный Парламент»               | Избран по избирательному округу № 2 (город Астана), в порядке самовыдвижения                                                         |
| Мусабаев, Самат Базарбаевич            | 2021—                             | «Аманат»                              | |
| Мусралимова, Айна Ермековна            | 2023—                             | «Аманат»                              | Избрана по избирательному округу № 8 (Акмолинская область), выдвинута партией «Аманат»                                               |
| Нажмединулы, Болатбек                  | 2023—                             | «Аманат»                              | Избран по избирательному округу № 7 (город Шымкент), выдвинут партией «Аманат»                                                       |
| Назаров, Ардак Куттыкожаулы            | 2023—                             |                                       | Избран по избирательному округу № 11 (Алматинская область), в порядке самовыдвижения                                                 |
| Наумова, Динара Рустамовна             | 2023—                             | «Respublica», «Инклюзивный Парламент» | |
| Нуралин, Асылбек Жанашулы              | 2025—                             | НПК                                   | 14 января 2025 года стал депутатом после досрочного прекращения полномочий Гаухар Танашевой                                          |
| Нуртаза, Самат Русланович              | 2023—                             | «Аманат»                              | |
| Нурумова, Гульдара Алданышевна         | 2021—                             | «Аманат»                              | Избрана по избирательному округу № 16 (Жамбылская область), выдвинута партией «Аманат»                                               |
| Перуашев, Азат Турлыбекулы             | 2012—                             | «Ак жол»                              | |
| Пономарёв, Сергей Михайлович           | 2023—                             | «Аманат»                              | |
| Рау, Альберт Павлович                  | 2017—                             | «Аманат»                              | С 29 марта 2023 года — заместитель председателя Мажилиса                                                                             |
| Рахимжанов, Асхат Нурмагамбетович      | 2023—                             | ОСДП                                  | |
| Рожин, Максим Николаевич               | 2023—                             | «Аманат»                              | |
| Сабильянов, Нуртай Салихулы            | 2004—2021, 2023—                  | «Аманат»                              | Избран по избирательному округу № 8 (Абайская область), выдвинут партией «Аманат»                                                    |
| Савельева, Татьяна Михайловна          | 2023—                             | «Аманат», «Инклюзивный Парламент»     | |
| Сагандыкова, Ажар Бахитовна            | 2023—                             | ОСДП, «Инклюзивный Парламент»         | |
| Садибеков, Уласбек Садибекович         | 2012—2016, 2023—                  | «Аманат»                              | Избран по избирательному округу № 26 (Туркестанская область), выдвинут партией «Аманат»                                              |
| Садыков, Аскар Аманбайулы              | 2023—2024                         | «Ак жол»                              | Был исключён из партии и 28 августа 2024 года лишён депутатского мандата                                                             |
| Саиров, Ерлан Бияхметович              | 2021—                             | «Аманат»                              | |
| Сайлаубай, Наурыз Саятулы              | 2023—                             | ОСДП, «Инклюзивный Парламент»         | |
| Сарсенгалиев, Нартай Аралбаевич        | 2023—                             | «Аманат»                              | |
| Сарым, Айдос Амироллаулы               | 2021—                             | «Аманат»                              | |
| Сатыбалдин, Ерболат Жалгасбаевич       | 2023—                             | «Аманат»                              | Избран по избирательному округу № 28 (Улытауская область), выдвинут партией «Аманат»                                                 |
| Саурыков, Ерболат Байузакович          | 2023—                             | «Ауыл»                                | |
| Сейтжан, Кенжегул Социалулы            | 2023—                             | НПК, «Инклюзивный Парламент»          | |
| Сериков, Тансауле Габдыманапович       | 2023—                             | «Ауыл», «Инклюзивный Парламент»       | |
| Смагулов, Бауыржан Амиржанович         | 2023—                             | «Аманат»                              | |
| Смирнова, Ирина Владимировна           | 2016—                             | НПК, «Инклюзивный Парламент»          | |
| Смолякова, Екатерина Сергеевна         | 2025—                             | «Respublica», «Инклюзивный Парламент» | 26 февраля 2025 года стала депутатом после досрочного прекращения полномочий Руслана Берденова                                       |
| Смышляева, Екатерина Васильевна        | 2021—                             | «Аманат»                              | |
| Стамбеков, Ерлан Даулетович            | 2023—                             |                                       | Избран по избирательному округу № 4 (город Алматы), в порядке самовыдвижения                                                         |
| Сулейменова, Жулдыз Досбергеновна      | 2021—                             | «Аманат», «Инклюзивный Парламент»     | |
| Сункар, Ислам Еркинулы                 | 2023—                             | НПК, «Инклюзивный Парламент»          | |
| Такиев, Мади Токешович                 | 2023—2024                         | «Аманат», «Инклюзивный Парламент»     | 6 февраля 2024 года полномочия были прекращены (был назначен министром финансов Казахстана)                                          |
| Танашева, Гаухар Шаймерденовна         | 2023—2025                         | НПК, «Инклюзивный Парламент»          | 14 января 2025 года полномочия были прекращены на основании постановления бюро НПК                                                   |
| Тау, Нургул                            | 2023—                             | «Respublica», «Инклюзивный Парламент» | |
| Толыкбаев, Максат Маликович            | 2023—                             | «Аманат»                              | |
| Тумашинов, Лукбек Шабданович           | 2023—                             | «Аманат»                              | Избран по избирательному округу № 29 (Восточно-Казахстанская область), выдвинут партией «Аманат»                                     |
| Турганов, Дюсенбай Нурбаевич           | 2021—                             | «Аманат»                              | |
| Турлыханов, Даулет Болатович           | 1996—1999, 2023—                  | «Аманат»                              | Избран по избирательному округу № 1 (город Астана), выдвинут партией «Аманат»                                                        |
| Ходжаназаров, Айдарбек Асанович        | 2023—                             | «Respublica»                          | |
| Шапак, Унзила                          | 2023—                             | «Аманат»                              | |
| Шаталов, Никита Сергеевич              | 2023—                             | «Аманат»                              | |
| Шукижанова, Динара Аманжеловна         | 2023—2024                         | «Respublica»                          | 23 января 2024 года полномочия были прекращены (по собственному желанию подала заявление об освобождении от исполнения обязанностей) |